# Danilo Portugal
Danilo Portugal Bueno Ferreira (Goiás, Brasil, 10 de mayo de 1983) es un futbolista brasileño. Juega de volante y su actual equipo es el Botafogo Futebol Clube del Campeonato Paulista de Brasil. 

## Clubes
| Club                   | País     | Año       |
| ---------------------- | -------- | --------- |
| Goiás EC               | Brasil   | 2003-2004 |
| Murici-AL              | Brasil   | 2004      |
| Goiás EC               | Brasil   | 2005-2008 |
| Vitória Setúbal        | Portugal | 2008-2009 |
| AA Ponte Preta         | Brasil   | 2009-2010 |
| Fortaleza EC           | Brasil   | 2010      |
| CRAC                   | Brasil   | 2011      |
| Botafogo Futebol Clube | Brasil   | 2011-     |

## Palmarés

### Campeonatos nacionales
| Título            | Club     | País   | Año  |
| ----------------- | -------- | ------ | ---- |
| Campeonato Goiano | Goiás EC | Brasil | 2003 |
| Campeonato Goiano | Goiás EC | Brasil | 2006 |